# 鄭世真
鄭 世真（チョン・セジン、朝鮮語: 정세진、1973年 6月25日 〜 ）は、大韓民国の韓国放送公社 (KBS) 所属のアナウンサー。

## 学歴
- 1989年 〜 1992年、聖心女子高等学校（朝鮮語版） (30回 卒業)
- 1992年 〜 1996年、延世大学校 英語英文学科 学士 (1992学番)

## 経歴
- 1997年 24期 KBS 公開採用のアナウンサー
- 2017年 1月 〜 6月、KBS大邱放送総局 アナウンサー 地域の勤務

## その他
息子がいる。

## 担当番組

### テレビ
- KBSニュース9 (ko:KBS 뉴스 9)（1999年10月23日 - 2001年11月4日：週末 / 2001年11月5日 - 2006年12月29日：平日、KBS 1TV）
- KBS8ニュースタイム (ko:KBS 8 뉴스타임) （2008年 11月17日 - 2010年、KBS 2TV）